# Copelatus garambanus
Copelatus garambanus är en skalbaggsart som beskrevs av Guignot 1955. Copelatus garambanus ingår i släktet Copelatus och familjen dykare. Inga underarter finns listade i Catalogue of Life.